# Pentatomidae
Famille
Sous-familles de rang inférieur
- Aphylinae
- Asopinae
- Cyrtocorinae
- Discocephalinae
- Edessinae
- Pentatominae
- Phyllocephalinae
- Podopinae
- Serbaninae
- Stirotarsinae

Les Pentatomidae sont une famille d'insectes hémiptères du sous-ordre des hétéroptères (punaises) dont les antennes ont cinq segments contrairement à la majorité des autres familles qui en ont 4.

## Description

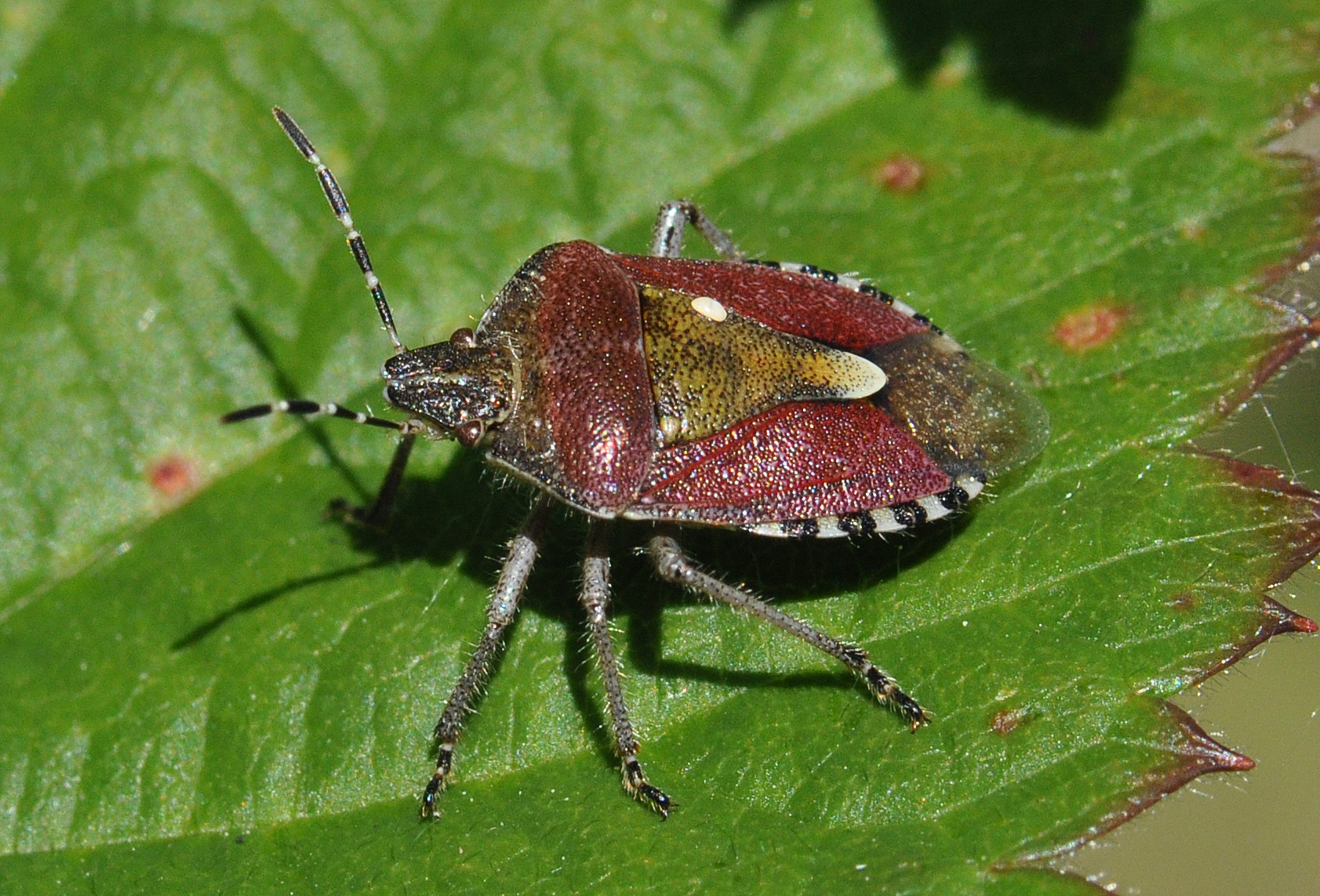
Le Pentatome des baies (Dolycoris baccarum) est une punaise d'Europe « à bouclier ».

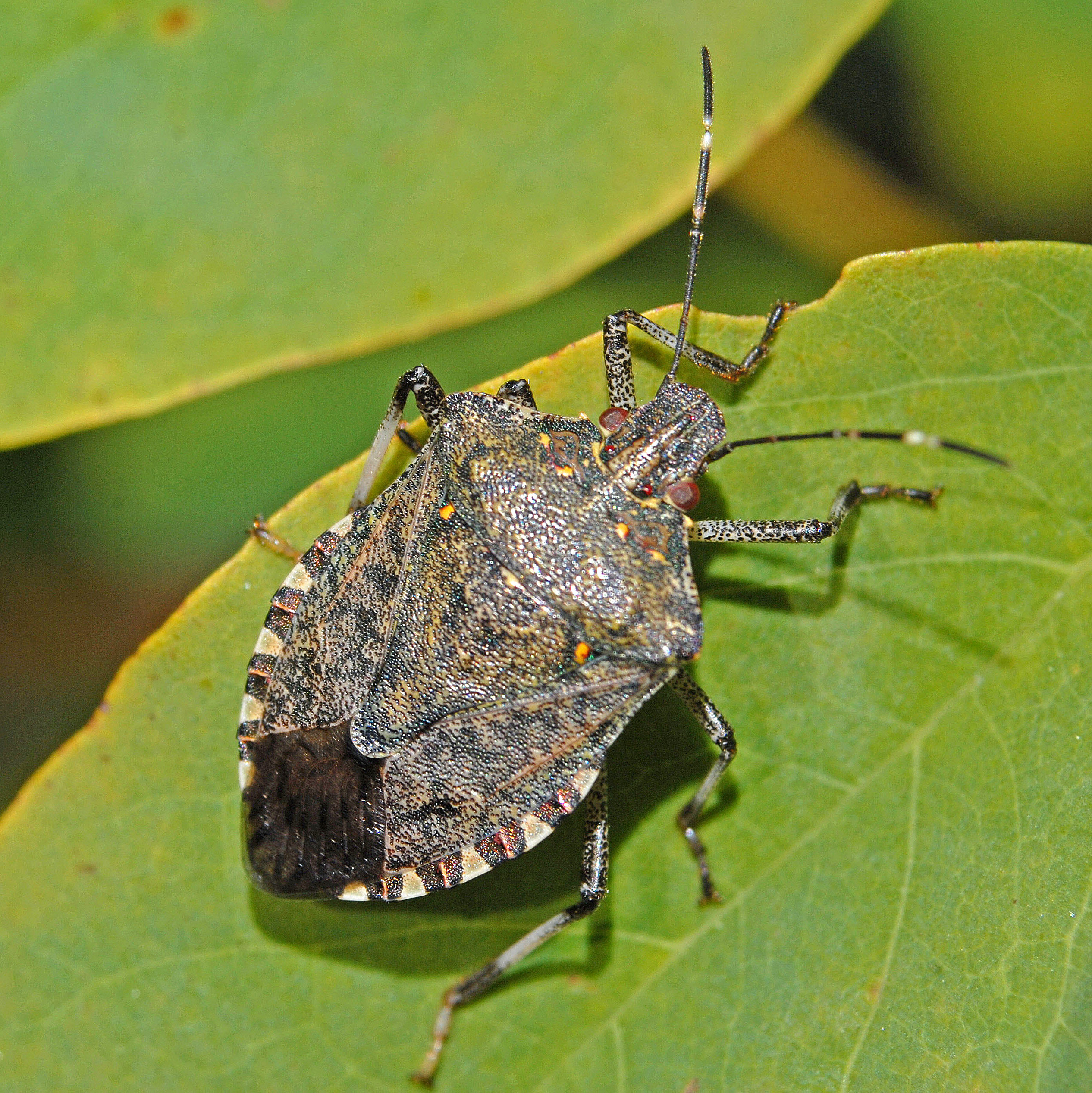
la Punaise diabolique (Halyomorpha halys), originaire d'Asie de l'est, a été introduite en Amérique et en Europe, où elle est considérée comme un ravageur des cultures.

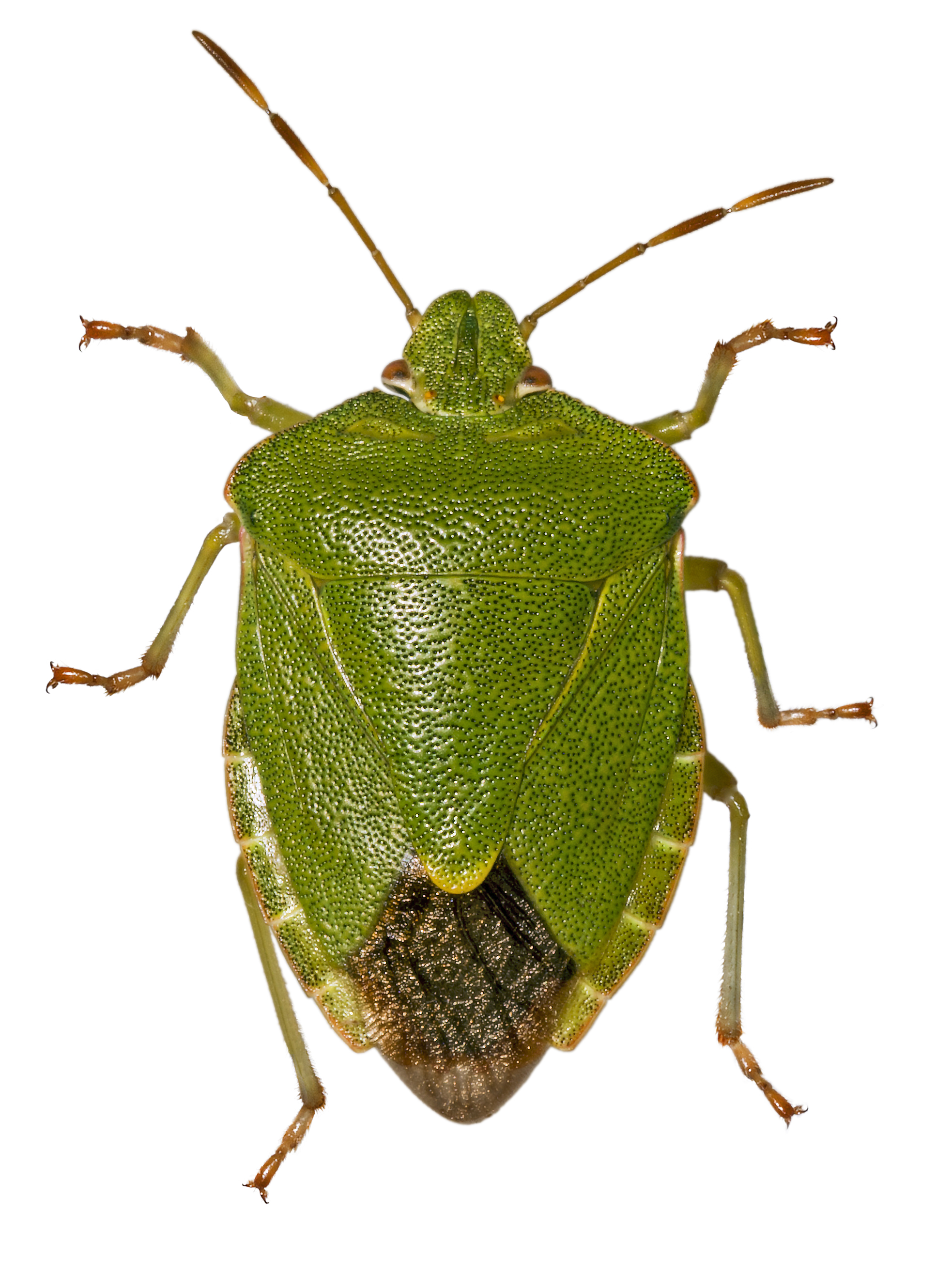
La Punaise verte (Palomena prasina) est l'une des punaises vertes malodorantes communes en Europe.

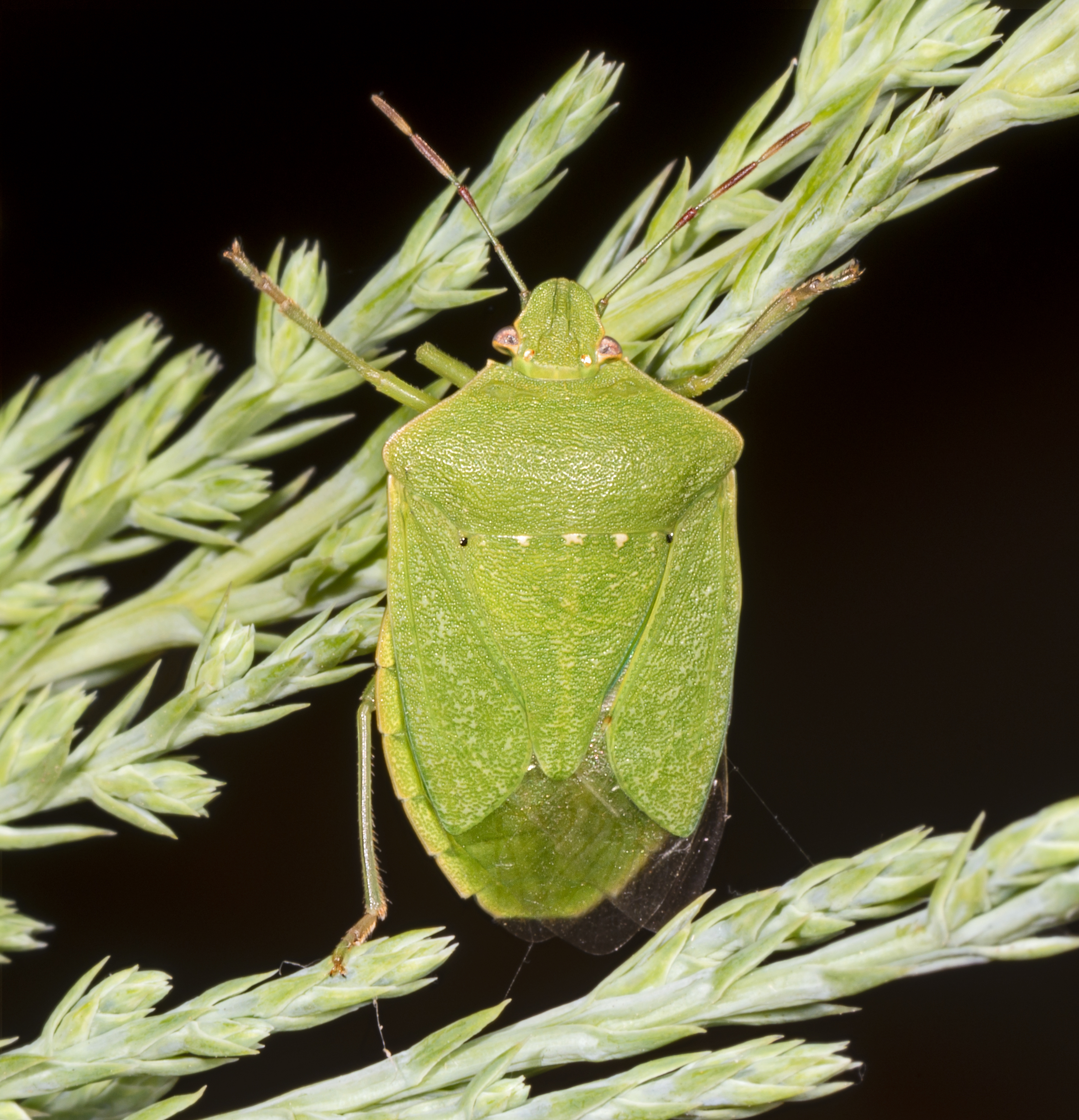
La Punaise verte ponctuée (Nezara viridula) est une autre punaise verte malodorante, présente aujourd'hui dans le monde entier.

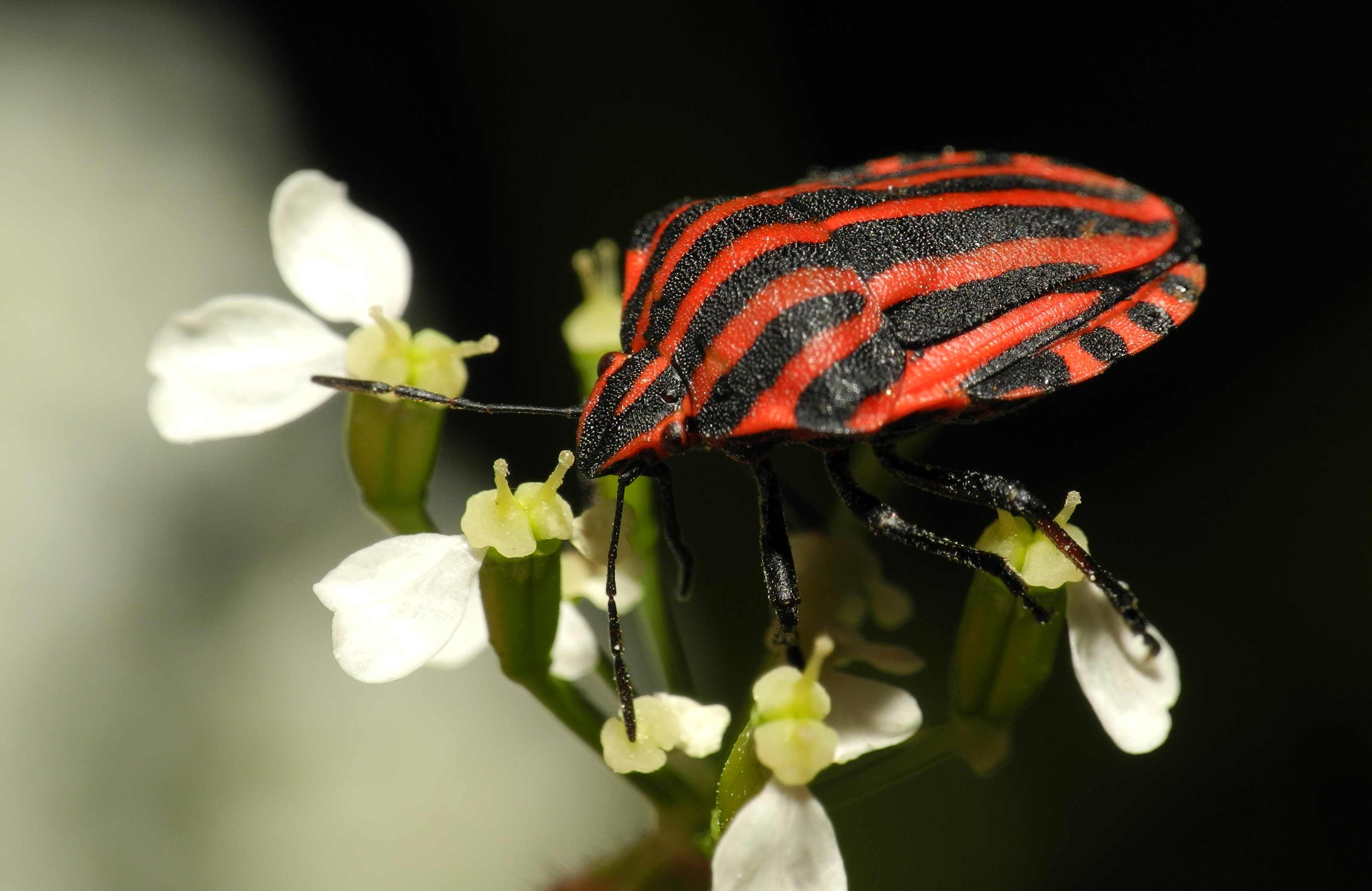
Le Graphosome d'Italie (Graphosoma italicum), aux pattes noires et rayures rouges, est commun en Europe et souvent confondu avec l'autre « punaise arlequin » d'Afrique du Nord, le Graphosome rayé (Graphosoma lineatum) dont les pattes sont plus rouges et les rayures orange.

Comme toutes les familles de Pentatomoidea, les Pentatomidae ont 5 segments antennaires, contre 4 chez les autres familles. Ce sont de grandes punaises, mesurant entre 4 et 18 mm en France métropolitaine mais pouvant être plus grandes dans le reste du monde. La famille se caractérise par un scutellum bien développé et triangulaire, laissant voir les hémélytres, sauf chez les Podopinae où il recouvre tout l'abdomen, comme chez les Scutelleridae.

### Couleurs et motifs
Les motifs peuvent varier au sein d’une même espèce. La coloration peut également varier au sein d’une même espèce selon les générations de l’année ou les plantes-hôtes choisies. Celle d’un imago peut changer au cours de sa vie, par exemple entre le printemps et le passage à l’automne où certaines espèces (Nezara viridula, Palomena prasina, Piezodorus lituratus, Chlorochroa, Palomena, Acrosternum) passent du vert au brun-rouge. Les individus reverdissent de nouveau au réveil printanier après alimentation. Attention cette règle ne concerne que certaines espèces et certains individus au sein de ces espèces, tous ne brunissent pas ou ne reverdissent pas… Les causes de ces changements de couleurs sont encore floues, probablement liées à l’état des gonades, au climat ou aux microparasites. Les juvéniles ne changent pas ou peu de couleur.

## Répartition et habitat
C'est la plus grande famille des Pentatomoidea, représenté par 4700 espèces dans le monde, contre seulement 98 en France. Ce sont des punaises terrestres, que l'on peut observer à la fois sur la strate herbacée, mais aussi arbustive et arborée. En France métropolitaine, la majorité des espèces ont une préférence pour les milieux thermophiles et xérophiles, bien qu'il y ait des espèces spécialisées dans les zones humides.

## Cycle de vie

### De l’œuf à l'adulte
Une femelle peut pondre parfois plusieurs centaines d'œufs selon les espèces. Les œufs sont pondus le plus souvent en groupe collés les uns aux autres, directement sur les plantes-hôtes, parfois sur le sol ou la litière. Les œufs sont cylindriques, subsphériques ou en court ovale. Ils peuvent avoir des poils, des épines, des granulations ou des réticules de cellule. Ils sont souvent fermés par un pseudo opercule, parfois orné d’aéro-micropyles formant une couronne. La durée du développement embryonnaire dépend largement de la température et dure en moyenne 5 à 15 jours. Chez Eurydema ventralis, elle dure 22 jours à 14°C, contre 5 jours à 34°C. L’éclosion dure 8 à 10 min, la larve sort par le ruptor ovi, près de l’opercule. En cas de ponte groupée, les éclosions sont presque synchrones.
Les punaises sont hétérométaboles et se développent chez les Pentatomidae en 5 stades larvaires, identifiables notamment grâce à la présence de fourreaux alaires à la place des ailes. La durée du développement larvaire dépend grandement de la température. En région tempérée, la moyenne est de 25-35 jours mais peut aller jusqu’à 55 jours si la température ne dépasse pas les 20 degrés. Le stade I est le plus court, le V le plus long. Le stade I ne semble pas se nourrir en dehors du léchage des œufs qui leur permet d’absorber les symbiontes. En cas d'éclosion synchrones, les juvéniles vont vivre en groupe durant quelques heures, parfois jusqu’à la première mue. Pour muer, la punaise se tient la tête en bas, accrochée par ses tarses (surtout postérieurs), la cuticule se fend au milieu du thorax, l’individu sort sa tête, puis ses pattes en commençant par les postérieures, et enfin son abdomen. Une mue dure en moyenne 30min, la pigmentation dure une heure supplémentaire. La mortalité durant ces mues est non négligeable.
En France métropolitaine, la quasi-totalité des espèces sont univoltines avec une période d’hibernation au stade adulte. Mais le bivoltisme est possible. Les individus adultes partent progressivement en diapause entre août et octobre selon le climat et cette diapause dure jusqu’au printemps. Ils hivernent souvent dans la litière à proximité des plantes-hôtes, mais les espèces hygrophiles se déplacent au sec. Ils peuvent aussi se cacher dans le creux des arbres, sous les écorces déhiscentes, les nids d’oiseaux, le dessous des vieux toits, les cônes ou tas d’aiguilles de conifères. Le réveil printanier a lieu juste après la fonte des neiges ou à la première décade d’avril pour les zones sans neiges, lorsque la température moyenne atteint 6-12°C. La reprise d'activité est générale et assez massive, contrairement au départ en diapause. Les imagos doivent alors refaire leurs réserves adipeuses quasi-épuisées. Des agrégations ont parfois lieu à cette période. La ponte a en général lieu entre début mai et mi-juin.

### Reproduction
En France métropolitaine, si la température est suffisamment élevée (18-20°C) les accouplements peuvent être simultanés avec le réveil printanier. Les punaises s'accouplent plusieurs fois et chaque copulation dure entre 30min et 2h, parfois jusqu’à 10h. L’union peut durer jusqu’à plus de 4 jours mais il y a alors plusieurs copulations, à quelques heures d’intervalle, durant cette union.

### Migration
Certaines espèces de punaises comme Aelia germari et Aelia rostrata font des migrations saisonnières en Afrique du nord mais les individus de France n’y participent pas.

## Alimentation
Parmi les 3 sous-familles de Pentatomidae, les Asopinae sont toutes prédatrices et se nourrissent d’insectes lents (chenilles et autres larves), leur rostre est adapté à cette alimentation : il est plus épais et capable d’être déployé en avant pour harponner une proie et lui injecter sa salive digestive. Les Asopinae sont probablement polyphages et semblent se nourrir de chenilles et de larves de chrysomèles, mais elles ont aussi la capacité de se nourrir de végétaux. 
A l'inverse, les Pentatominae et Podopinae sont phytophages, et vont de la quasi-monophagie, à une large polyphagie. Elles s’alimentent sur les feuilles, les graines, baies et fruits. La plupart des espèces sont polyphages, capables de se nourrir sur un grand nombre de familles de plantes. Quelques espèces sont monophages, ne se nourrissant que sur une seule plante. Elles se nourrissent occasionnellement de tissus animaux (œufs, cadavres). Pourtant, aucune preuve de la nécessité de ce complément alimentaire pour la continuité de leur cycle de vie n’a été trouvée. Plus les punaises vieillissent et effectuent des mues, plus elles sont polyphages en acceptant plus de plantes nourricières (phénomène surtout observé chez les ravageurs de cultures).

## Prédation
Il existe différents dangers pour les Pentatomidae. Cela peut être des prédateurs : insectivores comme les hérissons, rongeurs comme les souris, omnivores comme les porcs, volailles, ou encore d'autres punaises (Rhynocoris, Nabidae).
Différents parasites peuvent également se nourrir de ces punaises : les Asata (Hyménoptères Sphecidae) chassent les juvéniles pour en faire des proies de leur progéniture. Les nématodes parasitent les juvéniles et les imagos. Les Tachinidae insèrent leurs œufs à travers les membranes intersegmentaires ou les collent sur le scutellum. Après l’éclosion, les larves entrent dans le corps en perçant l’exosquelette. Environ 10% des individus d’une population de Pentatomidae peuvent être parasités par des Tachinidae. Les Trissolcus et Telenomus (Hyménoptères Scelionidae) sont des parasites des œufs. 
Enfin il peut y avoir des maladies cryptogamiques, bactériennes ou dues à des protozoaires qui peuvent affecter certaines espèces.

## Symbiose
De nombreuses espèces vivent avec des symbiontes (souvent des bactéries) à l’intérieur de l’abdomen. Ils semblent indispensables au développement des juvéniles. Les femelles de différentes espèces recouvrent d’ailleurs leurs œufs avec un onguent remplit de leurs propres bactéries. 

## Odeurs
Les pentatomes (tout comme d'autres familles de punaises) possèdent des glandes produisant une substance odorante. Elles se trouvent sur la face dorsale de l'abdomen chez les juvéniles et sur la face ventrale du thorax chez les adultes. Les odeurs sont variées, souvent malodorantes, parfois se rapprochant de la pomme. Ces odeurs servent comme phéromone pour attirer le sexe opposé ou comme répulsif contre les prédateurs.

## Stridulation
Certaines espèces possèdent un organe stridulatoire composé d’une rape mobile (plectrum) et d’une zone striée (strigile). Ces organes sont parfois situés sur le métafémur et le dessous de l’abdomen. 

## Impact sur les cultures

### Ravageurs
En Europe, peu d’espèces sont réellement dangereuses. Certaines espèces sont des ravageurs de cultures : Aelia pour les Poacées, Eurydema pour les Brassicacées, Halyomorpha halys et Nezara viridula pour les arbres fruitiers, Piezodorus lituratus pour les Fabacées.

### Auxiliaires
Certains Asopinae peuvent être utilisés dans la lutte biologique contre d’autres insectes.

## Classification
Cette famille a été décrite pour la première fois en 1815 par le zoologiste britannique William Elford Leach (1790-1836). En grec, pente signifie cinq et tomos section, en rapport avec les 5 articles antennaires.

### Liste des sous-familles
On distingue plusieurs sous-familles au sein de la famille des Pentatomidae, et quelques genres isolés.
Selon ITIS (13 décembre 2018) :
- sous-famille Asopinae Spinola, 1850
- sous-famille Discocephalinae Stål, 1867
- sous-famille Edessinae Amyot & Serville, 1843
- sous-famille Pentatominae Leach, 1815
- sous-famille Podopinae Amyot & Serville, 1843
- genre Coleotichus White, 1839
- genre Eysarcoris Hahn, 1834
- genre Oechalia Stål, 1862
- genre Plautia Stål, 1864
- genre Scotinophara Stål, 1867

Selon NCBI (13 décembre 2018) :
- sous-famille Asopinae
- sous-famille Discocephalinae
- sous-famille Edessinae
- sous-famille Pentatominae
- sous-famille Phyllocephalinae
- sous-famille Podopinae

Selon BioLib (13 décembre 2018) :
- sous-famille Aphylinae Bergroth, 1906
- sous-famille Asopinae Spinola, 1850
- sous-famille Cyrtocorinae Distant, 1880
- sous-famille Discocephalinae Fieber, 1860
- sous-famille Edessinae Amyot & Serville, 1843
- sous-famille Pentatominae Leach, 1815
- sous-famille Phyllocephalinae Amyot & Serville, 1843
- sous-famille Podopinae Amyot & Serville, 1843
- sous-famille Serbaninae Leston, 1953
- sous-famille Stirotarsinae Rider, 2000

### Liste des genres
Selon Catalogue of Life (13 décembre 2018) :
- genre Acrosternum
- genre Aelia
- genre Agonoscelis
- genre Alcaeorrhynchus
- genre Allopodops
- genre Amaurochrous
- genre Andrallus
- genre Apateticus
- genre Arvelius
- genre Banasa
- genre Brepholoxa
- genre Brochymena
- genre Cermatulus
- genre Chlorochroa
- genre Chlorocoris
- genre Codophila
- genre Coenus
- genre Coleotichus
- genre Cosmopepla
- genre Cuspicona
- genre Cyptocephala
- genre Dendrocoris
- genre Dictyotus
- genre Edessa
- genre Eocanthecoma
- genre Euschistus
- genre Euthyrhynchus
- genre Eysarcoris
- genre  Glaucias
- genre Heteroscelis
- genre Holcostethus
- genre Hymenarcys
- genre Hypsithocus
- genre Kermana
- genre Lineostethus
- genre Loxa
- genre Mecidea
- genre Menecles
- genre Monteithiella
- genre Mormidea
- genre Moromorpha
- genre Murgantia
- genre Neapodops
- genre Neopharnus
- genre Neottiglossa
- genre Nezara
- genre Notopodops
- genre Odmalea
- genre Oebalus
- genre Oechalia
- genre Oncozygia
- genre Oplomus
- genre Padaeus
- genre Pellaea
- genre Perillus
- genre Picromerus
- genre Piezodorus
- genre Plautia
- genre Podisus
- genre Prionosoma
- genre Proxys
- genre Rhacognathus
- genre Runibia
- genre Sciocoris
- genre Scotinophara
- genre Stiretrus
- genre Tepa
- genre Thyanta
- genre Trichopepla
- genre Tylospilus
- genre Vulsirea
- genre  Weda
- genre Zicrona